# Joseph Fargis
Joseph Halpin Fargis (conocido como Joe Fargis; Nueva York, 2 de abril de 1948) es un jinete estadounidense que compitió en la modalidad de salto ecuestre.
Participó en dos Juegos Olímpicos de Verano, obteniendo en total tres medallas, dos de oro en Los Ángeles 1984, en la pruebas individual y por equipos (junto con Conrad Homfeld, Leslie Burr y Melanie Smith), y una de plata en Seúl 1988, por equipos (con Gregory Best, Lisa Ann Jacquin y Anne Kursinski).
Ganó una medalla de oro en los Juegos Panamericanos de 1975, en la prueba por equipos.

## Palmarés internacional
| Juegos Olímpicos     | Juegos Olímpicos             | Juegos Olímpicos | Juegos Olímpicos |
| Año                  | Lugar                        | Medalla          | Categoría        |
| -------------------- | ---------------------------- | ---------------- | ---------------- |
| 1984                 | Los Ángeles (Estados Unidos) | Medalla de oro   | Individual       |
| 1984                 | Los Ángeles (Estados Unidos) | Medalla de oro   | Por equipos      |
| 1988                 | Seúl (Corea del Sur)         | Medalla de plata | Por equipos      |
| Juegos Panamericanos |                              |                  |                  |
| Año                  | Lugar                        | Medalla          | Categoría        |
| 1975                 | Ciudad de México (México)    | Medalla de oro   | Por equipos      |